# 9. korpus (Indija)
9. korpus je najmlajši korpus Indijske kopenske vojske.

## Zgodovina
Korpus je bil ustanovljen 1. septembra 2005 z izločitvijo južnih formacij 26. korpusa.

## Organizacija
Trenutna
- Poveljstvo
- 26. pehotna divizija
- 29. pehotna divizija
- 2. samostojna oklepna brigada
- 3. samostojna oklepna brigada
- 16. samostojna oklepna brigada